# Lucianus van Monaco

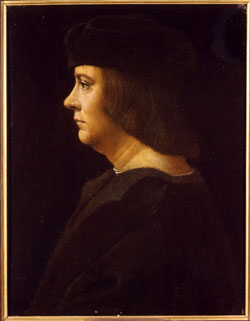
Lucianus van Monaco

Lucianus (1487 — 22 augustus 1523), heer van Monaco, verkreeg op 11 oktober 1505, nadat hij zijn broer Jean II had laten vermoorden, de soevereiniteit over Monaco.
Monaco zou pas later de status van prinsdom verkrijgen.

## Familie en huwelijk
Hij was de derde zoon van Lambert van Monaco (1420–1494) en Claudine van Monaco (1451–1515).
Claudine stamde uit de tak van de familie Grimaldi die de heerste over Monaco. Zij was enig kind. Bij het overlijden van haar vader Catalan Grimaldi werd besloten dat zij zou trouwen met haar achterneef Lamberto, uit een zijtak van de familie. Dit om zeker te stellen dat de Grimaldi's over Monaco zouden blijven heersen.
De oudere broer van Lucianus - Lodewijk - was uitgesloten van opvolging op grond van krankzinnigheid.
Op 25 september 1514 trouwde Lucianus met Jeanne de Pontevès-Cabanes. Het echtpaar kreeg vijf kinderen;
- Francesco (geboren ca. 1516; jong overleden)
- Claudine  (geboren ca. 1517)
- Lamberto (geboren ca. 1519; jong overleden)
- Rainier (geboren ca. 1521; jong overleden)
- Honorius I van Monaco (1522 – 7 oktober 1581)

Reinier I · Karel I, Anton, Reinier II en Gabriël · Lodewijk en Jan I · Lodewijk · Ambrosius en Jan I · Jan I · Catalanus · Claudine · Lambert · Jan II · Lucianus · Augustinus · Honorius I · Karel II · Hercules · Honorius II · Lodewijk I · Anton I · Louise Hippolyte · Jacobus I · Honorius III · Honorius IV · Honorius V · Florestan I · Karel III · Albert I · Lodewijk II · Reinier III · Albert II